# 1415
1415 (MCDXV) var ett normalår som började en tisdag i den julianska kalendern.

## Händelser

### Maj
- 19 maj – Aargau blir en schweizisk besittning.[1]
- 29 maj – Motpåven Johannes XXIII avsätts av konciliet i Konstanz efter att ha förlorat sitt stöd från världsliga makthavare.

### Juli
- 4 juli – Påven Gregorius XII tvingas av konciliet i Konstanz att abdikera och därefter kommer påvestolen stå tom i över två år.
- 6 juli – Den tjeckiska reformatorn Jan Hus bränns på bål i Tyskland efter ett stort uppror.

### Oktober
- 25 oktober – England besegrar Frankrike i slaget vid Azincourt.

### Okänt datum
- Erik av Pommern lyckas få sin kusin, den tysk-romerske kejsaren, att stadfästa domen från Nyborg, men holsteinarna viker sig inte[förtydliga].
- Jens Pedersen Jernskägg från Eriks kansli utnämns till kyrkoherde i Stockholm.
- Ceuta på den afrikanska kusten erövras av Portugal.

## Födda
- 21 september – Fredrik III, tysk-romersk kejsare.
- Erik Axelsson (Tott), svensk riksföreståndare 1457 och 1466–1467.
- Jacquetta av Luxemburg, engelsk prinsessa.

## Avlidna
- 6 juli – Jan Hus, tjeckisk teolog och reformator (avrättad).
- 5 augusti – Rikard, engelsk earl av Cambridge.
- 25 oktober – Edvard, hertig av York och Aumale (drunknad under slaget vid Azincourt).

### Fotnoter
1. ↑  World Statesmen (läst 7 april 2011)